# Gustav Prinz zu Sayn-Wittgenstein-Berleburg
Gustav Frederik Philip Richard Prinz zu Sayn-Wittgenstein-Berleburg (* 12. Januar 1969 in Frankfurt am Main) ist ein deutscher Unternehmer und als Chef des Hauses Sayn-Wittgenstein-Berleburg auch Oberhaupt des Gesamthauses Sayn-Wittgenstein.

## Familie und Herkunft

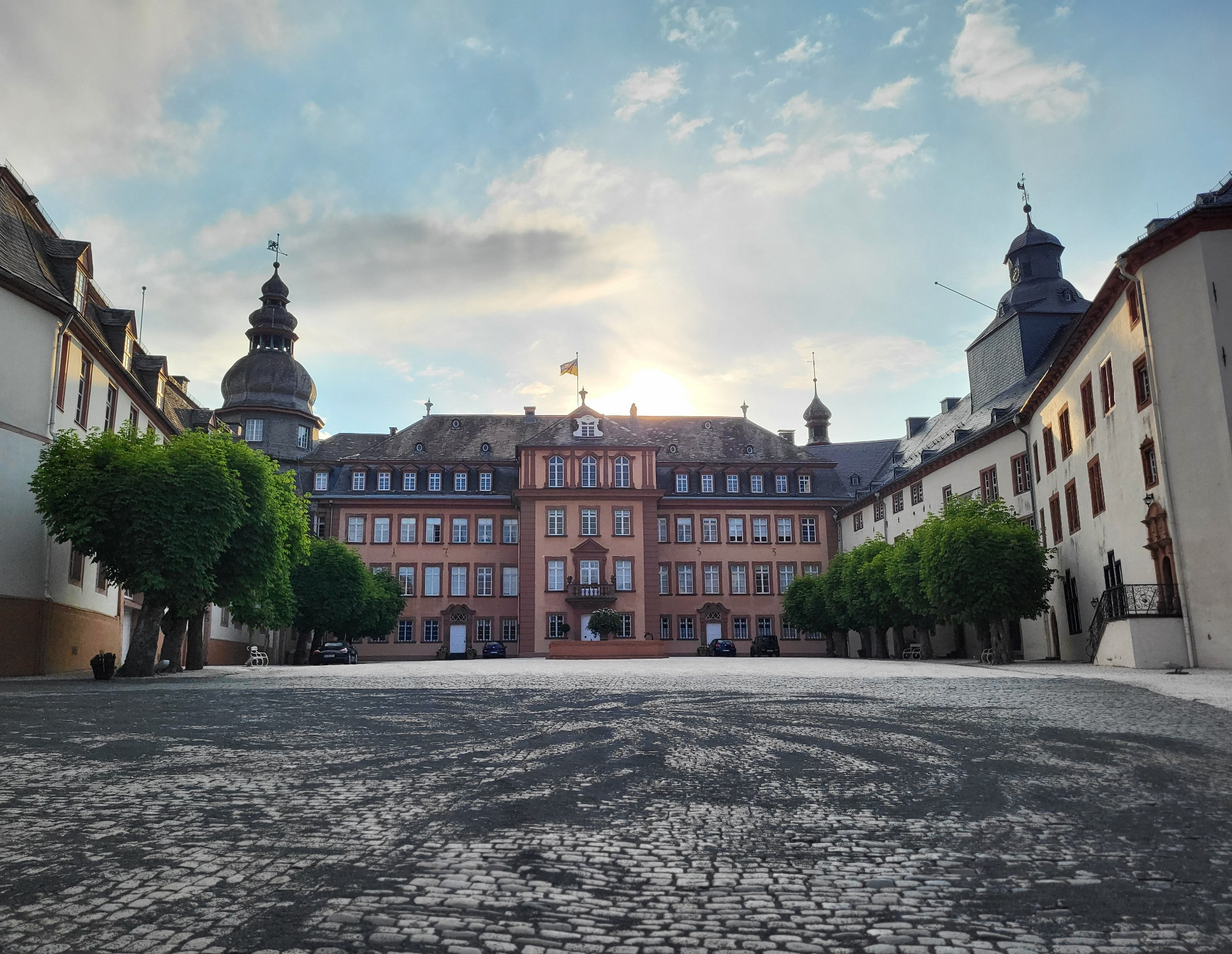
Schloss Berleburg mit Innenhof.

Die Familie Sayn-Wittgenstein gehört dem deutschen Uradel an. Die erste urkundliche Nennung eines Grafen zu Wittgenstein erfolgte bereits 1174. Die Linie Sayn-Wittgenstein-Berleburg wurde durch Graf Georg (1565–1631) begründet. Die Vorfahren von Gustav zu Sayn-Wittgenstein-Berleburg waren reichsunmittelbare Grafen, die man 1792 in den Fürstenstand erhob. 1806 wurde ihr Territorium mediatisiert und verlor seine Unabhängigkeit. Die ehemals Regierenden wurden Standesherren des Deutschen Bundes. Mit der Abschaffung der Vorrechte des Adels in der Weimarer Verfassung wurden 1919 die ehemals adelsrechtlichen Titel zum Bestandteil des Namens. Die Familie Sayn-Wittgenstein lebt seit über 600 Jahren auf Schloss Berleburg.
Gustav ist das älteste von drei Kindern und der einzige Sohn von Richard zu Sayn-Wittgenstein-Berleburg und dessen Frau Benedikte zu Dänemark. Seine Großeltern waren väterlicherseits Gustav Albrecht zu Sayn-Wittgenstein-Berleburg und die schwedische Gräfin Margareta Fouché d’Otrante, mütterlicherseits der dänische König Friedrich IX. und seine Ehefrau, Ingrid von Schweden. Gustav wuchs mit seinen Geschwistern Alexandra und Nathalie auf Schloss Berleburg auf und wurde nach dem Ableben seines Vaters das Oberhaupt der Familie. Gustav heiratete am 3. Juni 2022 auf Schloss Berleburg eine US-Amerikanerin mit schwedisch-mexikanischen Wurzeln, die Kinderbuchautorin Carina Axelsson (* 5. August 1968), mit der er seit 19 Jahren liiert war. Das Ehepaar war bisher kinderlos, ließ jedoch am 18. April 2023 mitteilen, dass es Nachwuchs erwarte. Wie ein Pressesprecher mitteilte, bediente sich das Paar der Unterstützung einer Leihmutter. Der Sohn Gustav Albrecht wurde am 26. Mai 2023 in den USA geboren. Am 26. April 2024 wurde die Tochter Mafalda, ebenfalls per Leihmutter, geboren.

## Leben

### Erbstreit
Gustavs gleichnamiger Großvater, seit 1944 in Russland vermisst und seit 1969 für tot erklärt, hatte bei einem Fronturlaub 1943 in einem zehnseitigen Testament seinen damals achtjährigen Sohn Richard zum Vorerben und den künftigen ältesten Enkelsohn in gerader Linie zu seinem Nacherben eingesetzt. Das Testament legte bestimmte Kriterien fest, die der künftige Erbe zu erfüllen hatte. Über den Inhalt dieser Kriterien, die angeblich auch Gedanken aus dem Nationalsozialismus, aber auch Bindungswirkungen zur Religion und Heirat des Erben beinhalten sollen, wurde seit Jahrzehnten öffentlich spekuliert. Nach dem Ableben seines Vaters Richard, der Vorerbe war, beanspruchte Gustav das Erbe seines Großvaters. Es entstand jedoch ein Streit um die Nacherbschaft. Bereits 2017 hielt sich der Cousin seines Vaters, Ludwig Ferdinand, für berechtigt, das Testament beim Amtsgericht Bad Berleburg in seinem Sinne auszulegen und eigene Ansprüche geltend zu machen. Wegen der zunächst unklaren Rechtslage wurde ein Nachlasspfleger eingesetzt. Gustav zu Sayn-Wittgenstein-Berleburg ließ durch seinen Pressesprecher verlautbaren, dass für ihn und seine Familie Gedankengut aus der NS-Zeit keine rechtliche oder moralische Grundlage mehr habe und auch nicht als Anspruch für eine Erbberechtigung herangezogen werden könne. Das Landwirtschaftsgericht des Amtsgerichts Bad Berleburg entschied, dass Gustav die relevanten Kriterien des großväterlichen Testaments erfülle, und wies am 18. April 2019 die behauptete Berechtigung des Antragstellers aus Bad Laasphe in erster Instanz zurück. In zweiter Instanz hat das Oberlandesgericht Hamm am 23. Juli 2020 (Az. 10 W 84/19) die Entscheidung des Amtsgerichts Bad Berleburg bestätigt. Der Beschluss des Oberlandesgerichts Hamm ist nicht anfechtbar; eine Rechtsbeschwerde beim Bundesgerichtshof wurde nicht zugelassen. Damit konnte Gustav das Erbe seines Großvaters, das unter anderem aus 13.000 Hektar Wald, Schloss Berleburg und diversen Immobilien im Gesamtwert von etwa 500 Millionen Euro bestehen soll, im Alter von 51 Jahren antreten. Das Amtsgericht Bad Berleburg erteilte ihm am 30. Oktober 2020 den Erbschein. Die gerichtliche Auseinandersetzung um das Fürstenerbe geht nach einem Fachbeitrag von Gerhard Otte in der Juristenzeitung in die deutsche Rechtsgeschichte ein.

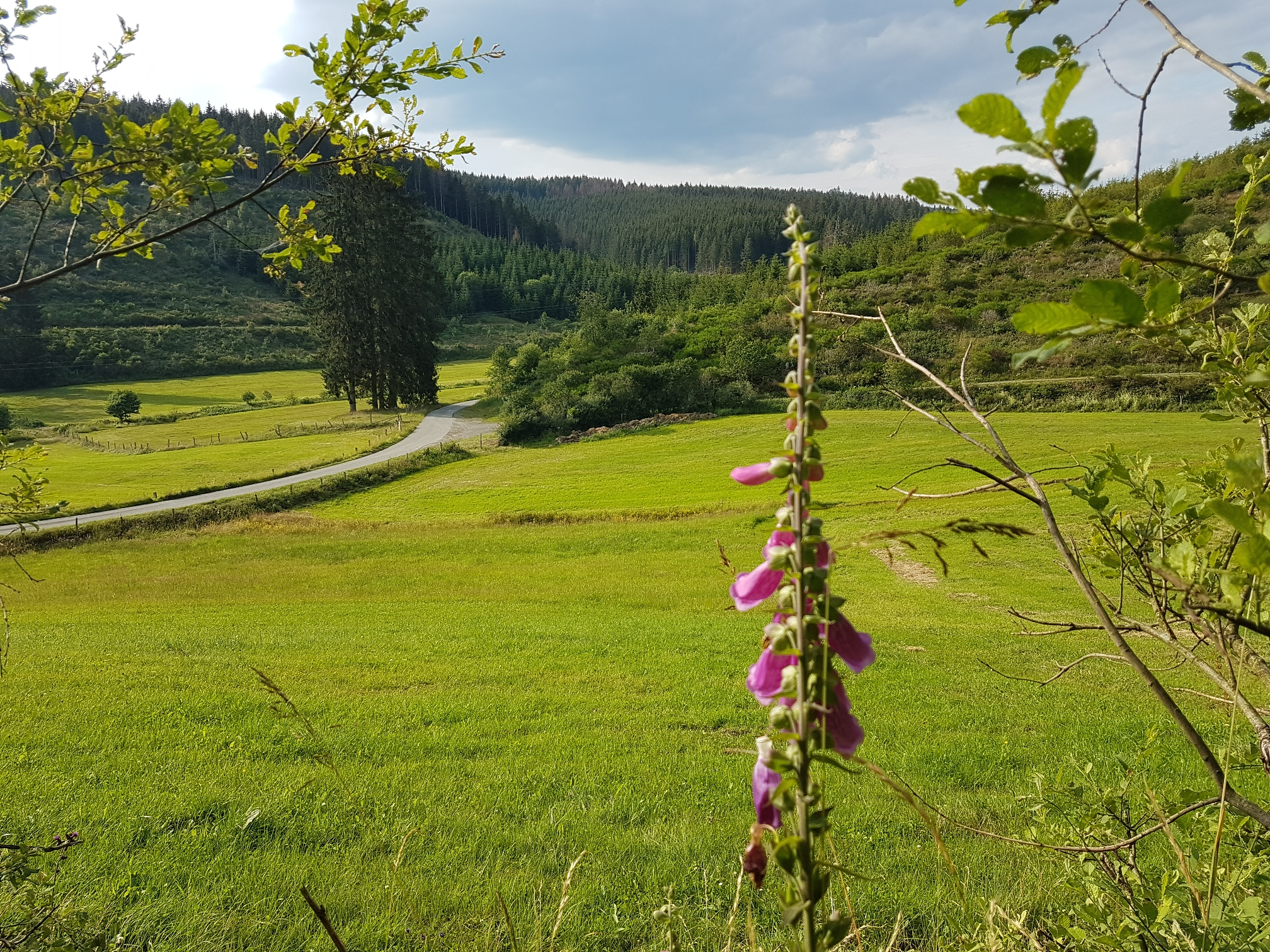
Waldung an den Hängen des Truftetales.

### Privatwaldbesitz
Mit einer Forstfläche von ca. 13.000 Hektar übernahm Gustav zu Sayn-Wittgenstein-Berleburg den größten privaten Forstbetrieb in Nordrhein-Westfalen. Der jährliche Holzeinschlag liegt bei bis zu 100.000 m³, davon sind ca. 80 % Nadelholz und ca. 20 % Laubholz. Rund 2/3 der Flächen sind mit Fichtenbeständen bewachsen, knapp 30 % mit Buchen. Der restliche Bestand setzt sich aus Eiche, Douglasie, Weißtanne, Lärchen und anderen Baumarten zusammen. Ca. 4000 Hektar, also etwa ein Drittel der Eigentumsfläche, sind als FFH-Gebiet ausgewiesen.

### Artenschutzprojekt

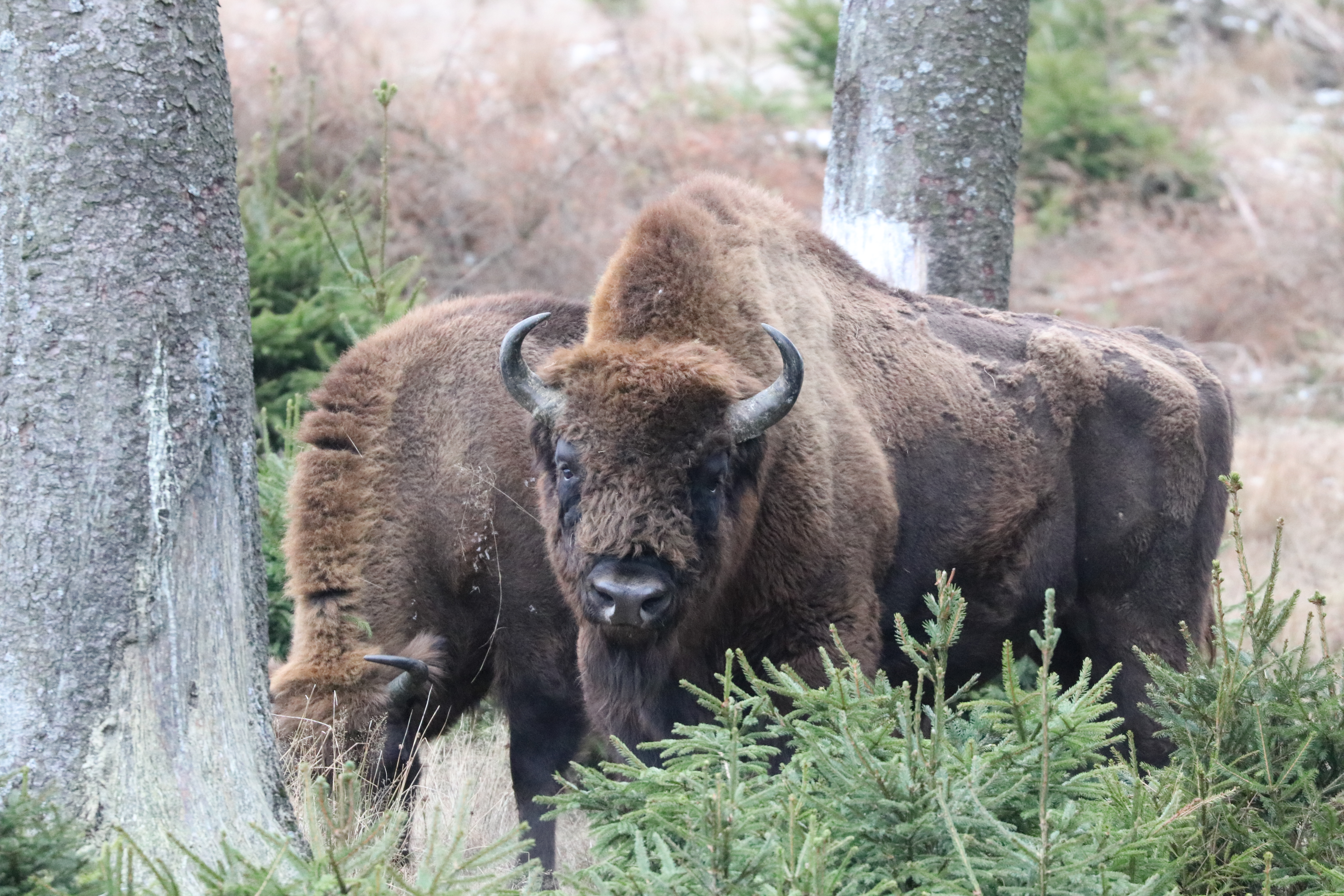
Wisent-Wildnis am Rothaarsteig.

2003 begann in dem Projekt Wisent-Wildnis am Rothaarsteig der Versuch, das seit mehreren Jahrhunderten in Deutschland ausgestorbene Wisent im Wald der Familie wieder anzusiedeln. Eine kleine Herde lebt in einem 20 ha großen Gehege zwischen Wingeshausen und Jagdhaus; seit April 2013 wurde eine Gruppe von acht Tieren in den Wittgensteiner Wäldern um Bad Berleburg und Schmallenberg ausgewildert. In ihr gab es noch im Sommer desselben Jahres zwei Geburten. Die Zahl der in den Wäldern geborenen Kälber hatte sich inzwischen deutlich erhöht. Die frei lebende Herde wuchs auf mehr als 40 Tiere an und wurde Anfang 2024 in ein 24 Hektar großes Gehege gelockt, das damals der Auswilderung diente. Nachdem der Trägerverein Insolvenz anmelden musste, beendete er das Auswilderungsprojekt vorerst.
Das Artenschutzprojekt war wegen der entstehenden Schälschäden vor allem bei Waldbauern aus dem Hochsauerlandkreis nicht unumstritten, die bereits Klagen einreichten, Schadenersatz fordern und eine Einzäunung der freilebenden Wisente verlangten. Die Streitigkeiten waren beim Bundesgerichtshof anhängig, nachdem beide Parteien Revision gegen die Entscheidung des OLG Hamm einlegten. Zwischenzeitlich hat der Trägerverein seine Revision zurückgezogen.
Das Artenschutzprojekt erfreut sich eines hohen medialen Interesses und wurde mit Fördermitteln des Bundesamtes für Naturschutz, des Landes Nordrhein-Westfalen und des Betreibervereins Wisent-Welt-Wittgenstein e.V. im siebenstelligen Bereich wissenschaftlich begleitet.

### Ausschluss von der dänischen Thronfolge
Obwohl Gustavs Mutter die Tante des dänischen Königs Frederik X. ist und früher an dritter Stelle der dänischen Thronfolge stand, wurde Gustav von ihr de facto ausgeschlossen. Die Frage bezüglich der Erbrechte der Kinder von Prinzessin Benedikte kam 1997 auf, als die beiden Schwestern Gustavs, Alexandra und Nathalie, die dänische Staatsbürgerschaft beantragten und das dänische Justizministerium vom Folketing um eine Stellungnahme zu den Erbrechten gebeten wurde. Der damalige dänische Justizminister Frank Jensen leitete eine Notiz an das Parlament weiter, wonach die Zustimmung zur Ehe zwischen Prinzessin Benedikte und Richard zu Sayn-Wittgenstein-Berleburg an Bedingungen geknüpft war, welche die Antragstellerinnen später nicht erfüllten (u. a. ständiger Wohnsitz in Dänemark nach Erreichen des Schulpflichtalters). Das Justizministerium gab keine Stellungnahme zu den dänischen Erbrechten von Gustav ab. Da aber seine Lebensverhältnisse mit denen seiner Schwestern gleich waren, ist von einer analogen Schlussfolgerung auszugehen. Die Stellungnahme des dänischen Justizministeriums wurde weder von der Familie der Antragstellerinnen noch vom dänischen Königshaus oder einem Mitglied des Folketing in Frage gestellt und gilt daher als allgemein anerkannt. Dennoch sind diese Bedingungen nach Meinung des dänischen Staatsrechtlers Peter Kurrild-Klitgaard möglicherweise nicht verfassungskonform.